# Ursula Burns
Ursula M. Burns, née le 20 septembre 1958, est depuis le 27 mars 2018 la CEO de VEON, après en avoir été la présidente du conseil de surveillance depuis juillet 2017. 
Elle était auparavant la présidente du conseil et CEO de Xerox, qu'elle intégra comme stagiaire avant d'en gravir tous les échelons, de 2009 à 2017. 
En 2018, elle était membre des conseils d’administration d’American Express, d’Exxon Mobil, de Nestlé et de Uber.  
Le magazine Forbes l'a classé 9e des cinquante femmes les plus puissantes du monde en 2010. Ursula Burns est membre du comité exécutif la Business Roundtable.